# Дом доктора

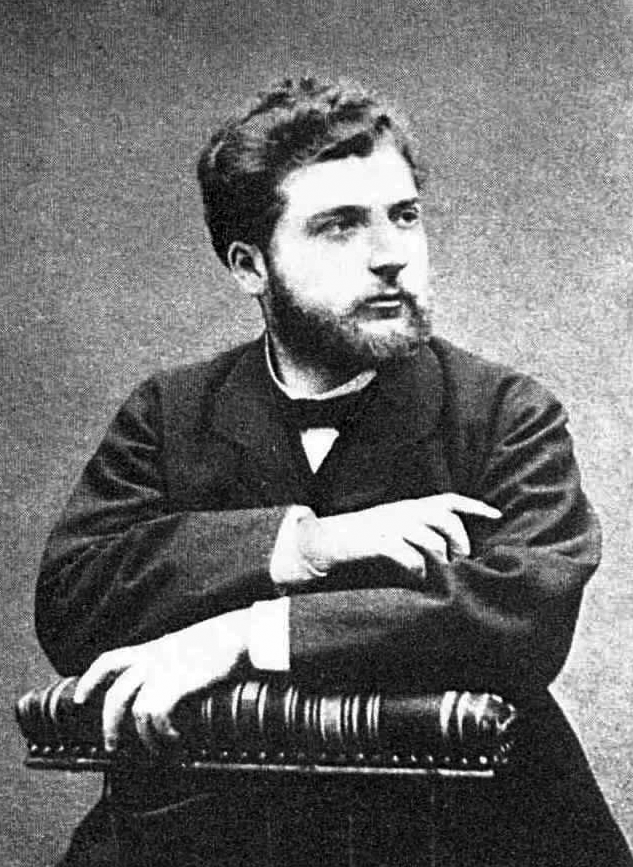
Молодой Жорж Бизе, автор оперы "дом доктора"

Дом доктора (фр. La maison du docteur) — одноактная комическая опера композитора Жоржа Бизе на либретто Анри Буассо. Сочинение было написано в 1855 году, когда Жорж Бизе учился в Парижской консерватории. При жизни автора не публиковалось и не ставилось. Премьерный показ в постановке Эмили Постель-Виней состоялся во Дворце искусств в Ножан-сюр-Марне 28 мая 2002 года. Английская версия оперы была поставлена Уильямом Юджином Джирардом в 1989 году.

## Действующие лица
| Роль        | Голос        | Первый исполнитель      |
| ----------- | ------------ | ----------------------- |
| Ева         | сопрано      | Каролин Поздерек        |
| Тоби        | тенор        | Гийом Берно             |
| Лорд Харли  | баритон      | Лоран Эрбо              |
| Доктор Джоб | баритон      | Жан-Габриэль Сен-Мартен |
| Слуга       | речевая роль | Жан-Кристоф Годе        |

## Сюжет
Пригород Лондона, 1830-е годы. Доктор Джоб радуется своему очередному открытию — совершенно новому и весьма эффективному яду. Его дочь, Ева, объявляет отцу, что хочет выйти замуж, но не знает за кого из двух молодых людей, чьи имена ей пока незнакомы. Один регулярно проходит мимо её окна, когда она стоит у него. Другой спас ей жизнь во время нападения на неё хулиганов вечером. Появляется один из пациентов доктора Джоба, лорд Харли, и обещает награду тому, кто вылечит его от скуки. Молодой человек, Тоби, не знает, где искать девушку, в которую влюблён. Он решает покончить жизнь самоубийством, но, оказавшись в доме у доктора Джоба, передумывает, узнав в Еве девушку, которую любит. Тоби просит её руки. Доктор Джоб растерян, он устанавливает условия для будущего брака. Лорд Харли получил совет жениться, чтобы избавиться от скуки, и неожиданно тоже попросил руки дочери доктора.